# Sophronisca elongata
Sophronisca elongata là một loài bọ cánh cứng trong họ Cerambycidae.